# Màrqueting viral
El màrqueting viral és una estratègia de comunicació i promoció d'un producte o missatge que busca la difusió ràpida i massiva de forma espontània a través dels diferents canals tecnològics i xarxes socials. Acostuma a basar-se en el boca a boca electrònic (eWOM). Els missatges corporatius s'estenen d'usuari a usuari de forma ràpida (encara més gràcies a la telefonia mòbil), ja que sembla que provenen d'una font fiable o de tercers, en comptes de la mateixa marca o l'empresa. Aquesta estratègia pot aplicar-se en qualsevol mitjà de comunicació; no obstant això, s'ha demostrat que el seu seguiment és molt major a les xarxes socials com Facebook o Twitter.

## Història i funcionament
Pren aquesta denominació per la idea del virus informàtic, que es propaga amb facilitat d'uns agents a uns altres, passant el missatge d'uns usuaris a uns altres, difonent així el contingut ràpidament. L'objectiu, per tant, és arribar al nombre més gran possible de persones per donar a conèixer el missatge o el producte, i alhora produir un efecte papallona que beneficiï el món publicitari i audiovisual i el descobriment de nous missatges, noves idees, nous productes, nous serveis… a la societat, una societat que es mou en xarxes socials.
El terme publicitat viral fa referència a la idea que els usuaris recomanaran compartiran amb altres usuaris continguts divertits i interessants. Aquesta tècnica acostuma a estar patrocinada per una marca, que busca generar coneixement d'un producte o un servei. Els anuncis virals de vegades tenen forma de videoclips divertits o jocs Flash interactius, imatges, o fins i tot textos.
Les xarxes socials són una plataforma fàcilment accessible per a qualsevol persona amb accés a Internet. La popularitat creixent del màrqueting viral té la seva raó de ser per la facilitat de l'execució de la campanya, el seu cost relativament baix (comparat amb campanyes de correu directe), el bon “targeting” i la taxa de resposta alta i elevada. El principal avantatge d'aquesta forma de màrqueting consisteix en la seva capacitat d'aconseguir una gran quantitat de possibles clients a un baix cost.
El crític Douglas Rushkoff va ser el primer a escriure sobre el terme màrqueting viral l'any 1994 al seu llibre “Media Virus”. La seva hipòtesi és que si aquesta publicitat arriba a un usuari “sensible” (és a dir, interessat en el producte per Hotmail, el correu gratuït), aquest usuari “s'infectarà” (és a dir, es donarà d'alta amb un compte propi) i, aleshores, pot seguir infectant a altres usuaris sensibles.

## Tipus de campanyes virals
- "Passa'l": un missatge que encoratja a un usuari a passar-ho a altres. La forma més primigènia d'aquest són les cadenes de correus electrònics, que inclouen una petició a l'usuari perquè aquest reenviï el missatge. Són més efectius els clips curts amb missatge humorístic, que la gent reenvia de forma espontània. Molts d'ells comencen la seva vida com anuncis de televisió, i circulen per Internet a través del boca a boca. La quantitat de gent que rep el missatge d'aquesta forma acostuma a ser molt major a la de gent que va veure aquest anunci de forma original.

- Viral incentivat: s'ofereix una recompensa per reenviar el missatge o per donar l'adreça de correu a algú. És una forma d'incrementar les possibles direccions d'enviament de forma dràstica. Tot i això, és molt més efectiu quan l'oferta requereix la participació activa de l'usuari.

- Màrqueting encobert: un missatge viral que es presenta com una pàgina, activitat o notícia atractiva o inusual, sense referències clares a posar un enllaç i passar-ho. Al màrqueting encobert no és immediatament aparent que s'estigui fent una campanya de màrqueting. Es fa un esforç especial perquè sembli que el descobriment és espontani i informal, per promoure el comportament mimètic natural. “Pistes” al món real, com ara grafitis que apareixen a ciutats amb paraules claus virals, s'utilitzen freqüentment per impulsar a la gent a investigar el “misteri” mostrat. Aquesta pot ser la forma de màrqueting viral més difícil d'investigar com a tal, degut a la gran quantitat de contingut inusual i interessant que existeix a Internet, especialment perquè les campanyes tracten d'imitar l'estil i els continguts de llocs webs amateurs i autèntics moviments undergrounds.

- Clubs de fans o Associacions amigues: suposen la translació del fenomen de “club de fans” de cantants, actors o esportistes al món de les empreses o d'algun dels seus productes. En aquesta estratègia, algun usuari crea l'entorn propi d'un club de fans (pàgina web, fòrums a Internet, microblogging, etc.) per comentar les promocions de l'empresa o el producte, captar les crítiques que se li fan i que són “explicades” i “justificades”. D'aquesta manera es tracta de transmetre una imatge en què la informació transmesa no provingui de la mateixa empresa (cosa que és especialment valuós quan es tracta de justificar deficiències a l'empresa o explicar les condicions ocultes a les campanyes promocionals) sinó dels seus usuaris. A més a més, a l'hora de captar persones a les quals podria no arribar el missatge publicitari (o donar menys credibilitat per provenir de l'empresa) es produeix un efecte amplificador d'altres estratègies de màrqueting viral. En alguns casos és dut a terme per persones alienes a l'empresa, i es té molta cura que no es coneguin els vincles entre els “clubs de seguidors” i la mateixa empresa.

- Màrqueting del rumor. S'entén com a tal anuncis, notícies o missatges que topen amb els límits del que és apropiat o del bon gust. La discussió de la controvèrsia resultant genera publicitat en forma de rumors i boca a boca. Per exemple, abans que la comercialització d'una pel·lícula, algunes estrelles de cinema de Hollywood es casen, es divorcien, són arrestades o es veuen implicats en alguna controvèrsia que desvia l'atenció cap a elles. Un exemple és la campanya pública sobre la suposada relació amorosa entre Tom Cruise i Katie Holmes que es va propagar just abans que els dos finalitzessin una pel·lícula.[1]

- Base de dades gestionada per l'usuari. Els usuaris creen i gestionen els seus propis llistats de contactes utilitzant una base de dades oferida per un servei en línia. En convidar altres membres a participar en la seva comunitat, els usuaris estan creant una cadena de contactes viral que creix de manera natural i encoratja a altres a registrar-s'hi. Exemples de serveis semblants inclouen servei d'empreses de contactes com eCrush, serveis de contactes empresarials com Plaxo, i altres bases de dades amb dades socials com Evite i Classmates.com.

## Tècniques de màrqueting a les xarxes socials
El màrqueting viral implica l'ús de les xarxes socials, COBRAs i el boca a boca electrònic (eWOM) per tenir èxit en la publicitat eb línia. Les xarxes socials com Facebook i Twitter proporcionen a l'usuari informació sobre els gustos i les aversions dels consumidors. Aquesta tècnica és crucial, ja que proporciona audiència a l'empresa (és a dir, el target). Amb les xarxes socials, la informació corresponent als gustos dels usuaris està disponible per a les empreses, que després anuncien i actuen en conseqüència.

### COBRAs
El concepte anglès COBRAs (Consumer's online brand related activities) s'ha d'entendre com un missatge que prové de la marca que apel·la directament al consumidor; la marca espera d'aquest una acció, és a dir, una interacció entre marca i usuari. Activitats com pujar una foto de les teves “noves Converses a Facebook” és un exemple de COBRA.

### Boca a boca electrònic (eWOM)
El boca a boca electrònic és una altra tècnica de màrqueting medial. Les recomanacions electròniques són una manera convenient de promocionar un producte a través de la “interacció entre consumidor i consumidor”.
Un exemple de boca a boca electrònic és un servei d'opinió en línia d'un hotel. Un bon servei donarà lloc a una opinió positiva i, per tant, l'hotel rebrà publicitat gratuïta a través de les xarxes socials. D'altra banda, un mal servei donarà lloc a una opinió negativa per parts dels consumidors, que aniran arruinant la reputació del lloc.

## El màrqueting viral al cinema
Si bé és cert que s'acostuma a associar el màrqueting viral només a la publicitat i a les empreses, durant els últims anys la indústria del cinema ha començat també a fer ús del màrqueting viral. Cada cop més productores de cinema utilitzen aquesta tècnica per promocionar les seves pel·lícules i crear expectació entre els usuaris. Alguns exemples d'aquesta pràctica es poden trobar a Paranormal Activity (2007). Aquesta producció, de només 11.000 €, va ser trending topic, i gràcies al màrqueting viral a través de les xarxes socials va aconseguir un gran nombre d'espectadors.